# La Strana Società
La Strana Società è un gruppo vocale e strumentale italiano.

## Storia
Il gruppo è fondato nel 1971 da alcuni musicisti provenienti dal complesso beat I Ragazzi del Sole, tra cui il batterista Valerio Liboni, il tastierista Carlo Lena, il bassista Giovanni "Gianni" Foresti, il chitarrista Luigi Catalano ed il cantante Celestino Scaringella.
Ottenuto un contratto con la Fonit, il primo 45 giri inciso è Popcorn/Nel giardino di Tamara: il disco ottiene molto successo, arrivando al primo posto in hit parade. 
Popcorn è un brano strumentale, scritto nel 1969 da Gershon Kingsley, che fu in seguito riproposto con la denominazione "The Popcorn Makers". Molti altri gruppi nel mondo incidono una cover della canzone, ed in Italia è appunto La Strana Società che pubblica quella che vende il maggior numero di copie, anche grazie al fatto che è scelta come stacchetto musicale nella trasmissione televisiva La Domenica Sportiva.
Nel giardino di Tamara era anch'essa una canzone già nota, in quanto l'anno precedente era stata incisa dal gruppo piemontese La Quinta Faccia e pubblicata in un album antologico della Fonit, Nuovi complessi d'avanguardia da Radio Montecarlo; l'autore della musica è Roberto Valle, musicista eporediese anche lui componente de I Ragazzi del Sole (che incideranno anch'essi questo brano), mentre il testo è di Vic Nocera, manager e produttore torinese.
In seguito il complesso non ripeterà più l'exploit iniziale, pur ottenendo ancora qualche successo discreto, come Fai tornare il sole, finalista a Un disco per l'estate 1974. Alla stessa manifestazione, il gruppo aveva già partecipato nel 1973 con Era ancora primavera. Tornerà in gara nel 1975 con Una manciata di sabbia.
Due le partecipazioni al Festival di Sanremo, nel 1976 con Andiamo via e nel 1977 con Tesoro mio.
Per due anni (dal 1974 ai primi mesi del 1976) ha fatto parte del gruppo Umberto Tozzi.
Negli anni '80 entra nel gruppo Roberto Bonfiglio, già componente del gruppo di rock progressivo dei Procession (in cui però suonava con il cognome di sua madre, Munciguerra)
Pur con vari cambi di formazione, e con l'aiuto di alcune coriste, la band è andata avanti nel corso dei decenni. Nel 1997 hanno riproposto la loro Pop Corn nella terza puntata della trasmissione televisiva Anima mia (condotta su Rai 2 da Fabio Fazio e Claudio Baglioni) in una surreale versione cantata e sottotitolata (con un testo costituito da una serie di Po po po po po po po....). Questa versione del gruppo è capitanata da Cesare Gianotti.

## La Strana Società 1972 The Originals
In anni recenti, il marchio "La Strana Società" è stato depositato con brevetto registrato alla Camera di Commercio di Savona. Il deposito è avvenuto a nome di Carlo Lena, fondatore della band insieme a Valerio Liboni, Celestino Scaringella, Giovanni "Gianni" Foresti e Luigi Catalano.
Alcuni membri della formazione originale (Scaringella, Lena e Catalano, coadiuvati da Liboni) si sono riuniti nel 2015 e hanno pubblicato un album contenente i loro vecchi successi rimasterizzati più alcuni inediti. Il disco è stato pubblicato dalla K1 Records/Self con la denominazione di La Strana Società 1972 The Originals. La reunion prosegue ancora oggi con concerti e nuovi progetti discografici.

## Formazione
- Gianni Foresti: basso (dal 1971 al 1973)
- Celestino Scaringella: voce (1971-1978)
- Carlo Lena: tastiere (dal 1971 al 1974)
- Valerio Liboni: batteria (dal 1971 al 1976)
- Roberto Coen: batteria (dal 1976 al 1980)
- Cesare Gianotti: voce, tastiere
- Alfonso Dalicco: basso (dal 1973 al 1978)
- Roger Riccobono: chitarra (dal 1974 al 1975)
- Umberto Tozzi: chitarra (nel 1975)
- Luigi Catalano: chitarra (dal 1975 al 1978)
- Roberto Bonfiglio: chitarra (dal 1981)
- Monia Cantarini: voce (dal 1981 al 1990)
- Riccardo Pellegrini: voce (Dal 1999)
- Valentina Armenti: voce
- Luciano Bianchini: chitarra voce 2000
- Sara Tassi voce (2000-2002)
- Elena Gallea voce (2000-2002)
- Andrea Andrei voce tastiere (2001-2004)
- Sergio Moschetto Moses (2001-2002)

## Discografia

### Album/Compilation
- 1972: Popcorn Pop Corn & Cracker Jax (Fonit, LPQ 09065)
- 1974: Fai tornare il sole (Durium, MS AL 77354)
- 1988: Ieri e oggi (Sigla, LPSS 001/ZL 71822)
- 1990: Ieri e oggi (Volume secondo) (Strana Records, SS-2)
- 1992: Trifase (Edizioni musicali Drums, EDC 2251)
- 1996: Il meglio (D.V. More Record, CD DV 5931)
- 1996: Popcorn (Duck Record/Bebas, SMCD 265)
- 2000: Pop corn (Azzurra Music, TBP1527)
- 2015: La Strana Società 1972 The Originals (K1 Records/Self)
- 2017: Il lungo viaggio dell'amico di Harry (Incipit Records, INC 235)
- xxxx: Pop Corn (Fuego Distribution Company, FCD 2136)
- xxxx: La Strana Società (PM, PM03)

### Singoli
- 1972: Pop Corn/Nel giardino di Tamara (Fonit, SPF 31299)
- 1973: Fiori gialli/Quella donna sei tu (Fonit, SPF 31304)
- 1973: Era ancora primavera/Vento che soffi (Fonit, SPF 31308)
- 1973: Il vagabondo di Harlem/Pepper box (Fonit, SPF 31310)
- 1974: Fai tornare il sole/Quanti passi! (Durium, Ld A 7846)
- 1974: E' amore/E così te ne vai (Durium, Ld A 7863)
- 1975: Una manciata di sabbia/Per carità (Durium, Ld A 7879)
- 1975: Cucciolo di donna/Ma che ragione hai (Durium, Ld A 7896)
- 1976: Andiamo via/Ma che ragione hai (Durium, Ld A 7911)
- 1977: Tesoro mio/Bella bellissima (Durium, Ld A 7958)
- 1986: Quale di noi/Basta (Drums, ED 2216)
- 1990: Briciole d'amore/Un'amica in più (Drums, ED 2229)
- 1991: Scegli tu/Medley 1972-'80 (Drums, ED 2258)
- 1992: Menti/Se vuoi (LGO Music, LGO 92011)

### Singoli pubblicati all'estero
- 1972: Pop Corn/Nel giardino di Tamara (Pan-Vox, PAN 7578); pubblicato negli Stati Uniti d'America

### Apparizioni
- 1972: Pop e Pop Corn (Fonit Cetra, MC 170), con il brano Pop Corn
- 1972: Five Tentaction, con il brano Pop Corn
- 1972: Made in Italy, con il brano Pop Corn
- 1973: Un Disco per L'Estate '73 (Ariston Records, LP 12101), con il brano Era ancora primavera
- 1974: Adesso vien l'estate (durium, ms A 77341), con il brano Fai tornare il sole
- 1974: Especial discoteca Vol. I (Discorama, DLP-101), con il brano Era ancora primavera, pubblicato in Spagna
- 1974: Discoteque Hits (durium, MSAI 77378), con il brano Andiamo via
- 1976: San Remo 1977 (Discoluso, DL LP 1233), con il brano Tesoro mio
- 1980: I Supergruppi, Vol. 1 (RCA Italiana, NL 33153), con il brano Fai tornare il sole
- 1986: Juke-Box Story (Fonit Cetra, LPP 408 (2LP)), con il brano Pop Corn
- 1988: Riso amavo (Bassotto Azzurro, Bazz8-9002), con il brano Festa
- 1988: Italia Pop Rock (Fonit Cetra, PM 775 (3 MC)), con il brano Pop Corn
- 1989: Lucifero (Nuovo Sound Records, ZL 74129), con il brano Amore blu
- 1990: Ciao compilation - L'estate italiana (Mr. Disc Organization, MD 31753), con il brano Pop Corn
- 1992: Le dolci melodie di Marino Maselli (Globo Records, 170 804-4), con il brano La notizia
- 1994: Un Natale italiano (Duck Gold, DGCD 178), con il brano Tutto il mondo sarà
- 1997: Anima mia compilation (Duck Gold, DGMC 185), con il brano Pop Corn
- 1997: I grandi gruppi '60 - '70 - 1 (Super Music, MOCD 6103), con il brano Fai tornare il sole
- 1997: I grandi gruppi '60 - '70 - 2 (Super Music, MOCD 6104), con il brano Era ancora primavera
- 1997: I grandi gruppi '60 - '70 - 3 (Super Music, MOCD 6105), con il brano Pop Corn
- 1997: I grandi gruppi '60 - '70 - 4 (Super Music, MOCD 6106), con il brano Una manciata di sabbia
- 1997: I grandi gruppi '60 - '70 - 5 (Super Music, MOCD 6107), con il brano Andiamo via
- 1997: Favolosi anni 60 (Tring, TMP 002), con il brano Pop Corn
- 1997: I grandi gruppi '60 - '70 - 6 (Super Music, MOCD6108), con il brano Nel giardino di Tamara
- 1997: Oggi cantiamo così (D.V. More Record, CDDV6143), con i brani Serata scontata e Molto di più
- 1999: Viva '60 '70 '80 2000 gold (D.V. More Record, CDDV 6387 (2)), con il brano Nel giardino di Tamara
- 1999: Viva '60 '70 '80 2 (D.V. More Record, 8014406632965), con il brano Pop Corn
- 2000: I gruppi italiani (Warner Fonit, 8573 85287-2), con il brano Popcorn
- 2001: W Sanremo 5 (Green, GRCD 6313), con i brani Andiamo via e Tesoro mio
- 2002: Italian Favourites (Digimode Entertainment Ltd., BOX 30082), con il brano Andiamo via
- 2002: Gold Collection Vol. 2 - Radio Birikina (Azzurra Music, TRIMC 1044), con il brano Nel giardino di Tamara
- 2002: A pugni chiusi (RCA Italiana, 74321928642 (2)), con il brano Fai tornare il sole
- 2003: W Sanremo 1969-1988 - Vol. 2 (Duck Record), con i brani Andiamo via e Tesoro mio
- 2006: The Italian's Band - Anni 60-70-80 Vol 2) (Linea, DFBCD 038), con il brano Pop Corn